# Rajiv Kapoor
Rajiv Kapoor (Bombay, 25 de agosto de 1962-Ibidem., 9 de febrero de 2021) fue un actor, director y productor de cine indio, perteneciente a la familia Kapoor.

## Biografía
Kapoor hizo su debut en la película Ek Jaan Hain Hum en 1983. Interpretó el papel principal en la última película dirigida por su padre Raj, Ram Teri Ganga Maili en 1985. Actuó en muchas otras películas, entre las que destacan Aasmaan (1984), Lover Boy (1985), Zabardast (1985) y Hum To Chale Pardes (1988). Hizo su última aparición en Zimmedaaar en 1990 para dedicarse a la producción y dirección de cine.

### Vida personal
Sus hermanos mayores Randhir y Rishi Kapoor también actuaron en el cine de Bollywood. Era sobrino además de Shammi y Shashi Kapoor, nieto de Prithviraj Kapoor e hijo de Raj Kapoor, todos ellos vinculados a la industria cinematográfica india.

## Fallecimiento
Falleció de un paro cardíaco en Bombay el 9 de febrero de 2021 a los cincuenta y ocho años.

## Filmografía

### Como actor
- Zimmedaaar (1990) ... Inspector Rajiv Singh
- Naag Nagin (1989) ... Kuber / Suraj
- Shukriyaa (1988) ... Ajay Singh
- Hum To Chale Pardes (1988) ... Ajay Mehra
- Zalzala (1988) ... Bhole
- Preeti (1986)
- Lover Boy (1985) ... Kishan / Kanhaiya
- Ram Teri Ganga Maili (1985) ... Narendra Sahay "Naren"
- Zabardast (1985) ... Ravi Kumar / Tony
- Lava (1985) ... Amar
- Mera Saathi (1985) ... Shyam
- Aasmaan (1984) ... Kumar / Chandan Singh
- Ek Jaan Hain Hum (1983) ... Vikram Saxena

### Como productor
- Aa Ab Laut Chalen (1999) (Productor)
- Prem Granth (1996) (Productor ejecutivo)
- Henna (1991) (Productor ejecutivo)

### Como director
- Prem Granth (1996)